# Spinnenpapier

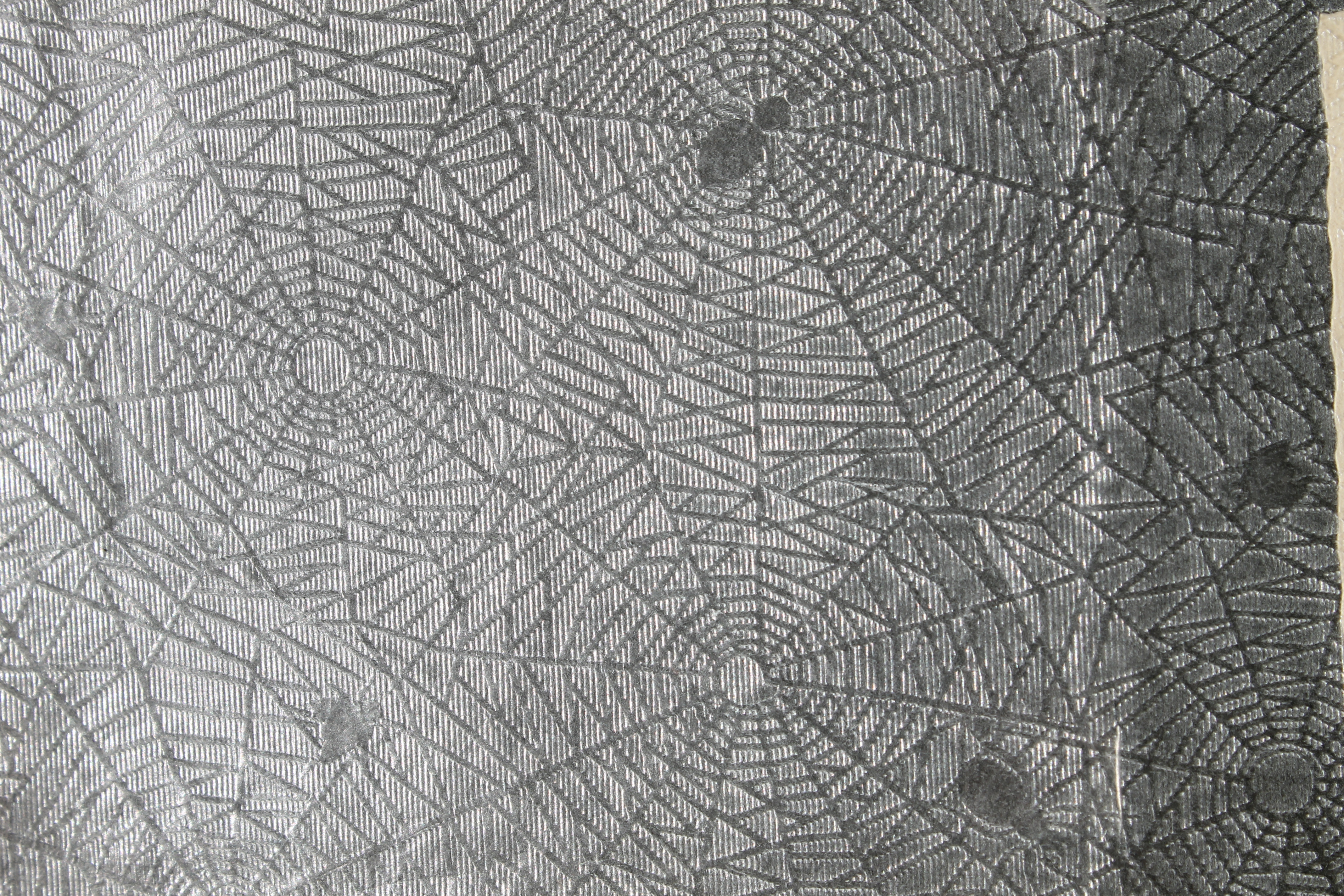
Spinnenpapier

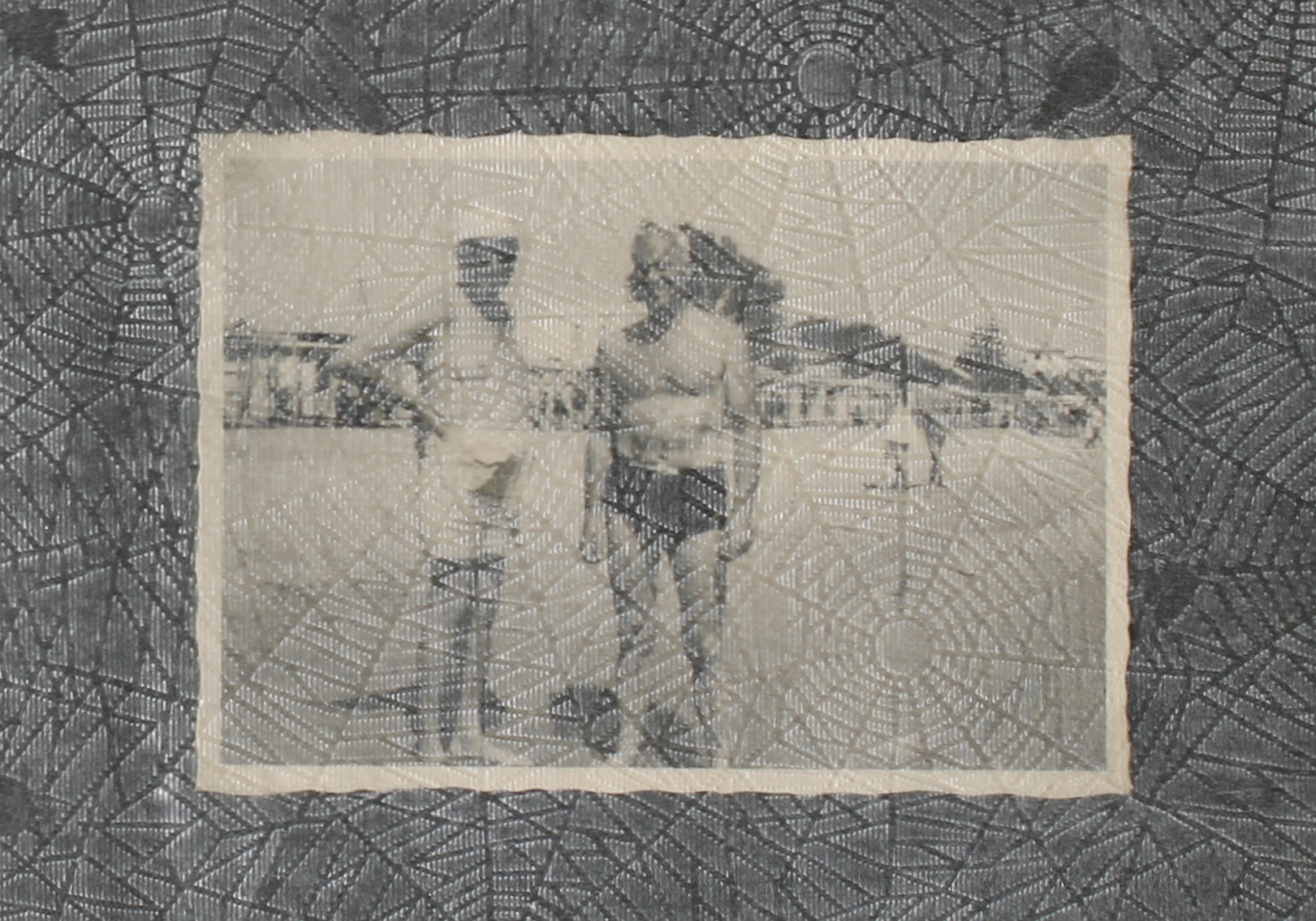
Ein mit Spinnenpapier abgedecktes Foto

Spinnenpapier ist ein Transparentpapier aus Pergamin mit einem geprägten Spinnennetzmuster, das seit Ende des 19. Jahrhunderts als Zwischenlagenpapier in Fotoalben verwendet wird.
Da das Fotopapier bis ca. 1960 aus einem Trägerpapier und einer Bildschicht aus Gelatine mit darin eingebetteten Silbersalzen bestand, kann bei alten Fotos die Gelatineschicht durch Feuchtigkeit (in  feuchten Wohnungen ohne genügend Luftwechsel) wieder anquellen. Das kann dazu führen, dass Fotos auf gegenüberliegenden Seiten eines Fotoalbums aneinander verkleben. Das dünne Zwischenlagenpapier schützt dagegen. Durch seine Spinnenprägung wird zumindest ein ganzflächiges Verkleben verhindert. Alternativ gibt es Pergamin-Zwischenblätter auch in Leinwandprägung.
Moderne Fotos besitzen eine Bildschicht mit Kunststofffolie, die nicht quellen kann. Deshalb ist heute kein Spinnenpapier mehr notwendig.